# Les Monstres de la mer
Pour le film du même titre, voir Le monstre vient de la mer.
Pour plus de détails, voir Fiche technique et Distribution.
Les Monstres de la mer (Humanoids from the Deep) est un film américain réalisé par Barbara Peeters et Jimmy T. Murakami, sorti en 1980.

## Synopsis
Le film se déroule en Californie, dans le village de Noyo. Une compagnie scientifique élève des saumons génétiquement modifiés. Par un coup de malchance, ces poissons se retrouvent dévorés par des cœlacanthes, qui se mettent à muter en hommes-poissons voraces qui envahissent le port du coin.

## Fiche technique
- Titre : Les Monstres de la mer
- Titre québécois : Les Humanoïdes de la mer
- Titre original : Humanoids from the Deep
- Réalisation : Barbara Peeters
- Scénario : Frederick James, d'après une histoire de Frank Arnold et Martin B. Cohen
- Production : Martin B. Cohen, Roger Corman et Hunt Lowry
- Musique : James Horner
- Photographie : Daniel Lacambre
- Montage : Mark Goldblatt
- Pays d'origine : États-Unis
- Format : Couleurs - 1,85:1 - Mono - 35 mm
- Genre : Horreur, science-fiction
- Durée : 80 minutes
- Date de sortie : 1980 (États-Unis), 20 août 1980 (France)

## Distribution
- Doug McClure : Jim Hill
- Ann Turkel : Dr Susan Drake
- Vic Morrow : Hank Slattery
- Cindy Weintraub : Carol Hill
- Anthony Penya (en) : Johnny Eagle
- Denise Galik-Furey (en) : Linda Beale
- Lynn Theel : Peggy Larson
- Meegan King : Jerry Potter
- Breck Costin : Tommy Hill
- Hoke Howell : Deke Jensen
- Don Maxwell : Dickie Moore
- David Strassman (en) : Billy
- Greg Travis (en) : Mike Michaels, l'animateur radio
- Linda Shayne (en) : Sandy, Miss Salmon
- Lisa Glaser : Becky

## Autour du film
- Une fois le film terminé, le producteur Roger Corman estima que l'ensemble manquait de sexe et demanda que de nouvelles scènes montrant les humanoïdes arrachant les vêtements des jeunes filles soient tournées. La réalisatrice refusa, protestant que ce serait des scènes de nu purement gratuites. Corman la renvoya et ces dernières furent tournées par Jimmy T. Murakami (non crédité au générique)[réf. souhaitée].
- Un remake, Humanoids from the Deep, fut réalisé en 1996 par Jeff Yonis.